# Tiefer blauer Schnee (Film)
Tiefer blauer Schnee ist ein deutscher Kinderfilm von Fred Noczynski aus dem Jahr 1981. Er beruht auf dem gleichnamigen Buch von Horst Beseler, der auch am Drehbuch beteiligt war.

## Handlung
Die Kinder Lixa, Rossi, Hilmar und Kaschek warten im tiefsten, verschneiten Winter auf den Schulbus. Sie alle stammen aus der gleichen Siedlung und kennen sich. Kaschek ist der älteste, Hilmar der jüngste der Gruppe. Lixa ist unruhig, hatte sie doch kurz hinter sich den Jungen Jens gesehen, der jedoch mit einem Mal fort war. Sie befürchtet, dass er den Bus verpassen wird. Als sie glaubt, ihn erneut kurz am Weg zur Haltestelle zu sehen, geht sie ihm nach. Sie findet ihn an einem Bachlauf. Er hat ein Reh entdeckt, das an einem Hinterlauf einen fallenähnlichen Gegenstand mit sich herumträgt. Das Metall behindert das Tier bei der Fortbewegung und bereitet ihm anscheinend Schmerzen. Schon seit geraumer Zeit verfolgt Jens das Tier, kommt jedoch nie nah genug heran, um es einzufangen. Lixa erklärt ihn für verrückt, verpasst jedoch wie Jens den Schulbus. An der Haltestelle haben auch die anderen drei Kinder auf sie gewartet, weil sie wissen wollten, was mit Jens los ist. Sie reagieren wütend, dass sie den Schulbus aufgrund eines Rehs haben vorbeifahren lassen. Sie wollen nun die vier Kilometer im Schnee zur Schule laufen.
Unterwegs fällt die zierliche Lixa zurück, während das andere Mädchen der Gruppe, Rossi, kräftiger ist und ständig ans Essen denkt. Lixa wirft Jens vor, nur ein schlechtes Gewissen zu haben, weil sich das Tier in seiner Hasenfalle verfangen hat. Jens wiederum trifft eine Entscheidung. Anstatt zur Schule zu gehen, will er das Reh retten. Er trennt sich von der Gruppe und sucht nach der Fährte. Kaschek als der älteste folgt ihm schließlich und Rossi entscheidet, dass dann auch alle mitgehen könnten. Zu fünft suchen sie das Reh und finden es auf einer Lichtung. Es gelingt ihnen nicht, das schnelle Tier einzuholen. Beim Versuch, die Eisenteile zu greifen, verletzt sich Jens an der Hand und erhält von Lixa einen Verband. Die Kinder wissen nun, dass das Reh nicht in eine Falle gegangen ist, sondern sich in weggeworfenem Stacheldraht verfangen hat.
Während Jens noch verarztet wird, hat sich Hilmar über das Eis eines Baches ans andere Ufer begeben. Kaschek ist wütend, hat sich Hilmar doch in Lebensgefahr gebracht. Über eine provisorische Brücke erreichen auch die anderen Kinder das gegenüberliegende Ufer, wo sie Blutspuren finden. Sie entscheiden, dass Kaschek das Kommando übernimmt, damit die Suche besser koordiniert wird. Rossi bemerkt, dass sie ihre Schnitten am Bach liegengelassen hat, doch hindert Kaschek sie daran, allein zurückzugehen. Stattdessen suchen sie weiter nach dem Reh, wobei sie sich aufteilen. Motorsägengeräusche im Wald erinnern sie daran, dass sie in ständiger Gefahr schweben, von unter der Schneelast zusammenbrechenden Bäumen erschlagen zu werden.
Lixa findet das Reh schließlich, versinkt jedoch gleichzeitig mit einem Stiefel tief im Morast. Während die Jungen das Reh suchen, erkennt Rossi, dass mit Lixa etwas nicht stimmt. Ihr Stiefel ist voller Schlamm und Lixa spürt ihren Fuß nicht mehr. Rossi bringt Lixa zu einer Waldhütte und hilft ihr notdürftig. Auch die Jungen sind zurückgekommen. Sie sind desillusioniert, suchen sie doch inzwischen seit sieben Stunden vergeblich nach dem Reh. Als Rossi Kaschek vorwirft, als Anführer versagt zu haben, geht er allein. Rossi bestimmt, dass weitergesucht werden muss, da die Erwachsenen ihnen sonst vorwerfen würden, kurz vor dem Ziel aufgegeben zu haben. Sie machen sich wieder auf den Weg und treffen nach kurzer Zeit auf Kaschek, der das Reh erspäht hat, das in einem Dickicht festsitzt. Mit Jens holt er das erschöpfte Tier aus dem Wald. Zu fünft entfernen sie den rostigen Draht und verbinden die Wunde des Tieres. Das Reh springt anschließend davon und die Kinder jubeln. Dabei haben sie nicht bemerkt, dass Lixa am Ende ihrer Kräfte ist. Sie bricht im Schnee zusammen. Nun beginnen die Kinder den beschwerlichen, langen Rückweg und tragen die ohnmächtige Lixa abwechselnd. Die Dämmerung setzt langsam ein.

## Produktion
Tiefer blauer Schnee basiert auf dem gleichnamigen Kinderbuch von Horst Beseler, in dem der Autor zeigt, „wie die Erziehung der Kinder zu Pflicht, Gehorsam und Unterordnung diese zu selbstschädigendem Verhalten zwingt“. Kostüme und Szenenbild stammen von Knut Lempio, die Filmmusik schuf die Gruppe Bayon.
Der Film erlebte am 27. Dezember 1981 im Festtagsprogramm von DDR 1 seine Fernsehpremiere. Die Zuschauerbeteiligung lag in der Altersgruppe der 4- bis 13-Jährigen bei 20,2 Prozent. Im Jahr 2011 erschien der Film bei Icestorm im Rahmen der Reihe DDR TV-Archiv auf DVD.